# Octavarium
Octavarium es el octavo álbum en estudio de la banda de metal progresivo Dream Theater, que además coincide con el 20º aniversario de su formación. Fue publicado el 7 de junio de 2005.
Este álbum de ocho temas tiene algunos que van acordes al progresivo característico de la banda, como «Panic Attack» (con un potente bajo); tiene otros épicos, como «Sacrificed Sons», y otros melódicos como «The Answer Lies Within»; y finalmente «Octavarium», un tema de 24 min que pareciera ser un combinado de todos y que en su final a la vez vuelve al principio del disco, y al principio de sí mismo, haciendo alusión a la idea de «we move in circles, this story ends where it began» (‘nos movemos en círculos, esta historia termina donde comenzó’) planteada en sus letras y que se refuerza a través de la música, ya que después del último acorde de la canción se oye el comienzo de «The Root of All Evil». Esta última es un tema que continúa la suite sobre el alcoholismo (capítulos VI y VII), iniciadas con «The Glass Prison» y «This Dying Soul» en los dos últimos álbumes. Los teclados de Jordan Rudess vuelven a cobrar cierto protagonismo en este álbum.
Esta última pista además nos lleva en un paseo de estilos por todas las grandes bandas de rock progresivo de la historia, pasando por los inconfundibles sonidos de guitarra de Pink Floyd en sus primeros acordes, Genesis en la época de Peter Gabriel, el Polymoog inconfundible Rick Wakeman en los mejores trabajos de Yes, reminiscencias de Emerson, Lake and Palmer, etc.

## Origen del título
Primero, es notable que el nombre Octavarium no fue mentado en un primer momento como título del álbum, sino que se tenía pensado el título Octave. Sin embargo, cuando la banda de rock progresivo Spock's Beard lanzó su (también octavo) álbum Octane (antes, en 2005), Dream Theater decidió cambiar el nombre para hacerlo un poco diferente de ese.
Así pues, finalmente el título consistió en el muy oportuno y estético vocablo latino octavarium, sustantivo originado de la unión del adjetivo numeral octavum (neutro) y el sufijo locativo -arium , cuya traducción sería más o menos lugar donde está lo octavo. El título es muy sugestivo respecto del contenido de un álbum, puesto que éste gira en torno al concepto de la octava musical y consiste en un compendio de diversos "octavos" conceptuales y musicales. El título no necesariamente hace referencia al libro de liturgia católica Octavarium Romanum pero tampoco se puede afirmar que la banda no se haya inspirado en tal obra el algún sentido.
Es interesante señalar que Octavarium sigue un patrón iniciado con el sexto álbum en estudio de Dream Theater, Six Degrees of Inner Turbulence, que tiene 6 temas y la palabra six (seis) en el título. El siguiente CD, Train of Thought (o que también se podría escribir así: 7rain of 7hought), contiene 7 pistas, y Octavarium sigue ambas tendencias aparentes, con 8 temas y un título relacionado al número ocho.
Cada canción del álbum muestra en su título la armadura de clave de un modo menor diferente, comenzando con fa, luego sol, la, si, do, re, mi y retornando a fa, como así también un tipo de métrica: 1/8 en la primera canción, 2/8 en la segunda, y así hasta llegar a ¨Octavarium¨ que tiene escrito 8/8. Sin embargo, estas referencias poco tienen que ver con lo que se oye (las canciones en realidad están en otras tonalidades y métricas, aunque modulan y cambian en varios momentos).
Muchos fanes han hecho observaciones de las recurrencias de cincos y ochos en el arte gráfico del álbum, posiblemente una referencia al número áureo, muy común en el arte a través de la historia y la naturaleza misma. El nombre Octavarium en sí tiene 5 sílabas, mientras que connota 8. El uso de cincos y ochos puede tener raíz en el número de notas naturales (teclas blancas en el piano) y notas sostenidas/bemoles (teclas negras) que hay en una octava. También puede referirse al número de miembros de la banda desde su nacimiento en 1985 hasta 2005, siendo Octavarium el octavo álbum en estudio, y el subsiguiente, Score, el quinto en directo.
Varias de las referencias de 5 y 8 en el arte y las canciones son:
1. En la carátula hay ocho péndulos (que forman un péndulo de Newton completo) que tienen cinco aves entre ellos, que están posicionadas en el mismo patrón que las teclas del piano (con las aves representando sostenidos y bemoles y las bolas del péndulo representando las notas naturales). Cada péndulo representaría a cada canción y en qué nota está, ya que el primero representa a «The Root of All Evil» en fa, el segundo a «The Answer Lies Within» en sol y así hasta el último péndulo, que es Octavarium y está en fa.
2. En la espina del álbum hay teclas de piano en una octava.
3. Las piedras de dominó suman cinco y ocho.
4. El pulpo tiene ocho tentáculos, y hay cinco peces alrededor de él.
5. La señal de Stop (‘detenerse’) tiene ocho lados.
6. La estrella (que tiene cinco puntas) está dentro de un octógono, y la escala de la estrella y el octógono es 5:8.
7. La araña tiene ocho patas y está dentro del octógono que además tiene cinco capas. También, el laberinto tiene ocho puertas entre las capas y 8 paredes dentro de dichas capas.
8. Hay una bola ocho de billar en el espacio detrás del CD.
9. La quinta canción, «Panic Attack», tiene su mayoría de compases en un ritmo de 5/8.
10. La canción número 8 es «Octavarium» y tiene 5 pistas.
11. En la canción «The Answer Lies Within» la campana suena 8 veces.
12. Al final de la canción «These Walls» el corazón late a 58 bpm.
13. La canción Octavarium tiene una duración de 24 minutos, el cual es múltiplo de 8.

Otra coincidencia es que el número 8 es un símbolo infinito pues su trazado no tiene fin, al igual que el disco que termina donde empezó.
Otra cosa es que hay ocho referencias gráficas a cinco y ocho, y la estrella en el octógono tiene claves musicales escritas alrededor, que van en un círculo de quintas. Esto es ignorando el hecho de que la banda no creó en realidad el arte gráfico. Hugh Syme, quien es conocido por crear arte gráfico para el género musical, concibió y creó el arte gráfico de este álbum para Dream Theater.
Los péndulos en la carátula y los ganchos musicales que conectan las canciones líricamente y melódicamente han levantado también la teoría de que todo el álbum fue destinado a ser un álbum conceptual simbolizando continuidad.

## Prepublicación ysamplesfalsos (hoax)
Como es el caso de muchos álbumes altamente anticipados, hubo varios samples falsos (hoax) perpetrados cerca de la fecha de lanzamiento del álbum.
El primer hoax ocurrió con la publicación de 90 segundos de música anunciados como un sample de la canción «Panic Attack» en varios foros relacionados con música, pero muchos fanes de Dream Theater cuestionaron su autenticidad, pues no fue publicado a través de ningún canal oficial de la banda. La mayoría sospechó que el sample de hecho no era del álbum por venir, a causa de que la banda en el pasado había hecho hincapié en no publicar ningún material por adelantado de sus álbumes (llegando incluso a evitar enviar copias promocionales a las estaciones de radio). Esta sospecha se probó correcta cuando la música fue debidamente identificada como «Ripples in Time» de la banda Chrome Shift.
Un sample, descrito como premezcla de la pista «Octavarium» se hizo circular también en las redes P2P. El sample es puramente instrumental y de 12 minutos con 25 segundos de largo. Más tarde se encontró que era la pista «Saint Vitus' Dance» de la banda española Acid Rain. Acid Rain es el nombre de una canción de Liquid Tension Experiment, un proyecto instrumental integrado por Portnoy, Petrucci y Rudess, miembros de Dream Theater, con Tony Levin en el bajo. Incidentalmente, esa pieza fue participante del concurso de composición musical «Stream Of Consciousness» de Dream Theater, en el que los fanes podían enviar sus versiones del instrumental del álbum de 2003, Train of Thought, antes de haber oído una nota del álbum. Otro de varios juegos de samples, aparentemente extraído por una fuente cercana a la banda en algún momento antes del 11 de mayo, consiste en varios fragmentos de audio, uno por cada canción del álbum (excepto «I Walk Beside You»). El baterista Mike Portnoy reconoció la autenticidad de estos samples en su foro de Internet, pero no fueron catalogados por la banda como oficiales.
La única diferencia audible de la prepublicación oficial y el lanzamiento público es el outro de la pista que le da nombre al disco, «Octavarium». En la prepublicación la canción termina con un solo de flauta y repite la frase melódica «Medicate Me», mientras que la publicación oficial termina con la introducción de «The Root Of All Evil». Este cambio fue hecho para corresponder con el tema de círculo completo, por lo tanto el álbum termina como comienza.

## Colación de la prepublicación
Durante aproximadamente tres meses antes de la publicación de Octavarium el álbum solista de James LaBrie, Elements of Persuasion, fue distribuido como Octavarium en muchos círculos de P2P. Por el hecho de que la voz distintiva de LaBrie puede ser oída en los dos álbumes, mucha gente no logró notar que se trataba, de hecho, de otra banda, y continuó siendo distribuido como una publicación genuina de Dream Theater hasta una semana antes de la publicación oficial del álbum. MTV Brasil reprodujo una canción de este álbum al aire como si fuese una pista genuina de Octavarium, al igual que Argentina, en el programa de radio Tiempos violentos, presentada en exclusiva por Gustavo Olmedo como el nuevo sencillo.
Para ese momento una versión del álbum real se encontraba en Internet, pero era un poco diferente a la versión del álbum en las tiendas; el final de la pista «Octavarium» fue ligeramente modificado de una flauta solitaria al principio de una nota de piano. En una entrevista en el Show de XM con Eddie Trunk, Portnoy reveló que sólo unas diez personas recibieron copia de esa versión del álbum: los cinco miembros de la banda, el padre de Portnoy, Howard Portnoy y algunas personas de Atlantic Records.

### Clip de audio de «Panic Attack»
Mike Portnoy publicó un clip de audio de «Panic Attack» para el sitio web de Gigantour cuatro semanas antes de la publicación de Octavarium.

## Miscelánea
- Octavarium tiene la distinción de ser el último álbum grabado en The Hit Factory, en Nueva York. Después de que las sesiones de Dream Theater terminasen un viernes por la noche, las luces se apagaron y las puertas del estudio se cerraron para siempre, terminando una era en la industria musical.[1]

- Aunque dentro de Octavarium existen muchas claves y códigos ocultos, tal vez lo más interesante se presenta en la canción que le da el nombre al disco. Esto ocurre entre 18:41 y 19:48, donde se presenta la sección IV: «Intervals» en la que Mike Portnoy va nombrando el intervalo (Root, Second, Third hasta Octave) mientras James LaBrie explica el tema central de la canción correspondiente. En «Root» se explica «The Root of all Evil» mientras se reproduce de manera casi inaudible el coro de la misma (Take all of me...), luego se continúa con «Second», en la que se explica «The Answer lies Within» mientras se reproduce el coro de ésta y así sucesivamente hasta llegar a «Octave» y se reproduce Side effects appear... («Octavarium», 11:53).

- «Octavarium» tiene 5 partes y acaba con el sonido inicial de «The Root of all Evil» que a su vez son las partes 6 y 7 de la suite de Mike Portnoy acerca de los pasos de rehabilitación del alcoholismo.

- En el movimiento II «Octavarium» (Medicate) se puede oír el tema de Six Degrees of Inner Turbulence en teclado.

- La canción «Panic Attack» está incluida como jugable en el videojuego Rock Band 2, y está situada en el último nivel del mismo (junto con otras 11 canciones), por lo que está considerada como una de las canciones más difíciles de superar para los jugadores.

## Listado de pistas
Toda la música compuesta por Dream Theater. 
| Octavarium | |                                                                              |                                          |  |
| N.º        | Título | Letras                                                                       | Duración                                 |  |
| 1.         | «The Root of All Evil" - VI. "Ready" - VII. "Remove»                                                                         | Mike Portnoy                                                                 | 8:08                                     |  |
| 2.         | «The Answer Lies Within» | John Petrucci                                                                | 5:26                                     |  |
| 3.         | «These Walls» | John Petrucci                                                                | 7:00                                     |  |
| 4.         | «I Walk Beside You» | John Petrucci                                                                | 4:29                                     |  |
| 5.         | «Panic Attack» | John Petrucci                                                                | 7:17                                     |  |
| 6.         | «Never Enough» | Portnoy                                                                      | 6:34                                     |  |
| 7.         | «Sacrificed Sons» | James LaBrie                                                                 | 10:42                                    |  |
| 8.         | «Octavarium" - I. "Someone Like Him" - II. "Medicate (Awakening)" - III. "Full Circle" - IV. "Intervals" - V. "Razor's Edge» | LaBrie, Petrucci, Portnoy - Petrucci - LaBrie - Portnoy - Portnoy - Petrucci | 24:00 - 8:45 - 3:29 - 6:11 - 1:27 - 4:04 |  |
| 75:45      | |                                                                              |                                          |  |

## Intérpretes

### Banda
- James LaBrie  – voz
- John Myung    – bajo
- John Petrucci – guitarras, coros
- Mike Portnoy  – batería, coros
- Jordan Rudess – teclados, Continuum y Lap Steel Guitar

### Otros
- Jeanne LeBlanc – Chelo
- Richard Locker – Chelo
- Pamela Sklar – Flauta
- Stewart Rose – Trompa
- Joe Anderer – Trompa
- Vince Lionti – Viola
- Karen Dreyfus – Viola
- Carol Webb – Violín
- Yuri Vodovoz – Violín
- Anne Lehmann – Violín
- Elena Barere – Violín
- Katherine Fong – Violín

## Posiciones más altas en las listas de éxitos internacionales
- Alemania – 15
- Austria – 35
- Canadá – 15
- China – 100
- Dinamarca – 38
- Eslovenia – 2
- España – 31
- Estados Unidos – 36
- Finlandia – 2
- Francia – 18
- Grecia – 3
- Holanda – 9
- Hungría – 4
- Italia – 2
- Japón – 10
- México – 4
- Noruega – 9
- Polonia – 39
- Reino Unido – 72
- República Checa – 33
- Suecia – 4
- Suiza – 43
- Brasil - 1
- Chile – 2
- Argentina – 2
- Venezuela – 3
- Colombia – 2